# Itxaso Atutxa
Itxaso Atutxa Atutxa (Bilbao, 19 de junio de 1967) es una política española perteneciente al Partido Nacionalista Vasco (EAJ-PNV).

## Trayectoria política
Licenciada en Filología Vasca por la Universidad de Deusto, Atutxa es hija de Javier Atutxa, histórico dirigente del PNV que formó parte de la generación que hizo de nexo entre los dirigentes que venían de la clandestinidad durante la dictadura franquista y la generación de dirigentes peneuvistas encabezada por Iñigo Urkullu y Andoni Ortuzar. Debido a ello, su vinculación con el PNV se produjo a una edad temprana y comenzó a militar en EGI, las juventudes del PNV, a la edad de dieciséis años, en una época convulsa debido al terrorismo de ETA.
En el ámbito institucional ha sido teniente de alcalde de Ceberio, la localidad donde reside, y entre 1995 y 2009 formó parte del consejo de dirección deL Instituto Vasco de la Mujer por designación del Parlamento Vasco.
Desde 2013 preside el Bizkai Buru Batzar, órgano ejecutivo de dirección del PNV en Vizcaya, siendo la primera mujer en ocupar dicho cargo. Fue nuevamente reelegida por las bases del partido en 2017 y 2020.
Atutxa está casada con Aitor Esteban, Presidente del  Partido Nacionalista Vasco